# Grand débat national
Pour les articles homonymes, voir Grand débat et GDN.
Le grand débat national est un débat public français lancé le 15 janvier 2019 par le président de la République, Emmanuel Macron, dans le contexte du mouvement des Gilets jaunes.

## Genèse et contenu
En réaction à la crise des Gilets jaunes, Emmanuel Macron annonce le 18 décembre 2018 l'organisation d'un grand débat, sur tout le territoire et ouvert à tous les Français. Le gouvernement présente ce grand débat comme un « outil consultatif de sortie de crise ».
Le gouvernement entend faire remonter les souhaits des Français autour de quatre thèmes :
- « transition écologique »[3] ;
- « fiscalité »[4] ;
- « démocratie et citoyenneté »[5] ;
- « organisation de l'État et des services publics »[6].

L’exécutif indique : « Cette concertation d'ampleur nationale a pour objectif de redonner la parole aux Français sur l'élaboration des politiques publiques qui les concernent ».
L'idée du Grand débat national d'Emmanuel Macron est une réaction aux manifestations des Gilets jaunes, entamées le 17 novembre 2018 et qui marquent un fort mécontentement vis à vis des politiques publiques et du système politique en général.

## Déroulement

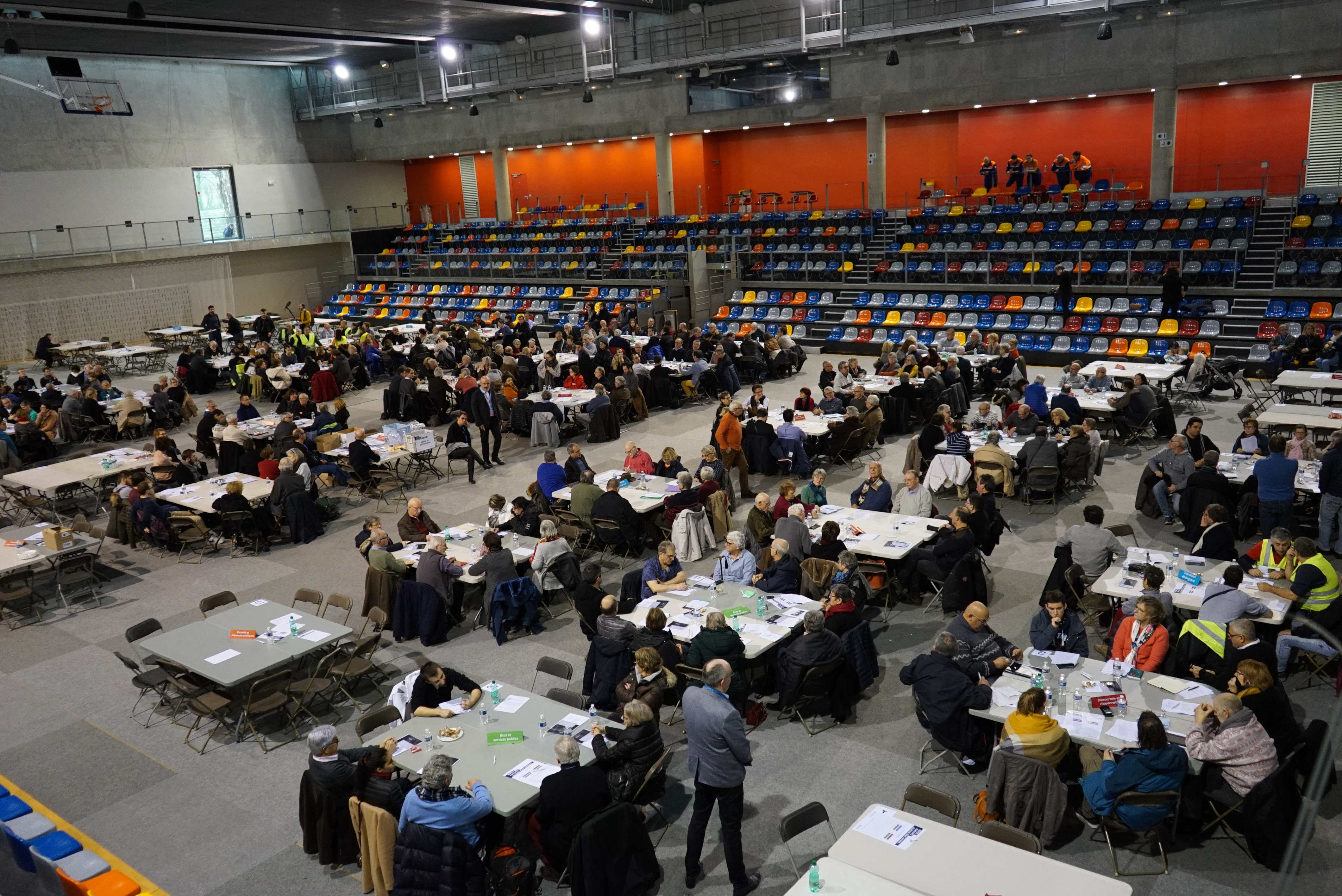
Débat organisé en février 2019 à Reims.

Le 14 décembre 2018, le gouvernement demande, par la voix du Premier ministre, à être accompagné par la Commission nationale du débat public (CNDP), en faisant appel à sa présidente, Chantal Jouanno, pour qu'elle assure « personnellement » cette mission. Celle-ci accepte la proposition en précisant dans un courrier publié au Journal officiel que cette acceptation « suppose un engagement du gouvernement à respecter pour ce débat public les principes fondamentaux de la Commission nationale du débat public »,. Dans cette perspective, elle lance même, en quelques jours, une enquête à l'échelle nationale pour recueillir le point de vue des citoyens sur la crise en cours et ne pas mener les débats à l'aune de la seule parole présidentielle (cette enquête jamais diffusée est d'ailleurs toujours disponible en accès libre).
Selon Mediapart, cet échange traduit un désaccord allant crescendo entre le gouvernement et la présidente de la CNDP au sujet des garanties d'indépendance, de neutralité et d’impartialité sur la tenue du débat. En parallèle, éclate une polémique sur le salaire de Chantal Jouanno comme présidente de la Commission nationale du débat public, presque équivalent à celui du président de la République, et elle finit par se retirer du grand débat national.
La consultation se déroule en plusieurs phases : 
- remontée des cahiers de doléances et des échanges entre citoyens et maires (de mi-décembre 2018 à mi-janvier 2019) ;
- débats locaux organisés par les maires, les associations, les particuliers, etc., autour de questions suscitées par les quatre thèmes choisis par le gouvernement (de mi-janvier à mi-mars 2019)[17],[18]
- à partir du 21 janvier 2019, chaque citoyen peut donner son avis et formuler des propositions sur un site dédié[19] ;
- conférences nationales thématiques regroupant diverses associations et syndicats (du 11 au 14 mars 2019) ;
- conférences régionales citoyennes regroupant des citoyens tirés au sort (les 15-16 mars et le 23-24 mars 2019)[16].

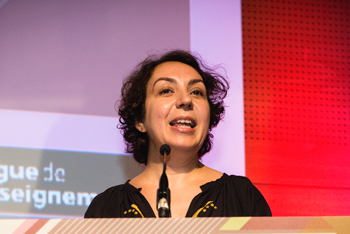
Nadia Bellaoui une des 5 garant(e)s.

Le débat est animé par deux membres du gouvernement, Emmanuelle Wargon et Sébastien Lecornu. Le débat comporte cinq « garants » de son indépendance : Jean-Paul Bailly et  Isabelle Falque-Pierrotin désignés par le Premier ministre Édouard Philippe. Les trois autres membres sont désignés par les présidents des trois assemblées : Pascal Perrineau par Gérard Larcher le président du Sénat, Guy Canivet par Richard Ferrand président de l'Assemblée nationale  et Nadia Bellaoui par Patrick Bernasconi président du Conseil économique, social et environnemental.
Le 13 janvier 2019, Emmanuel Macron publie une Lettre aux Français, un texte de cinq pages dans lequel il détaille les questions proposées au débat et son appréciation du contexte,. Deux jours plus tard, le 15 janvier, le président lance le débat à Grand Bourgtheroulde dans le département de l'Eure en présence de 600 maires normands.
Le Grand débat se termine officiellement le 15 mars 2019, mais les participations en ligne restent possibles jusqu'au 18 mars. Emmanuel Macron continue également de rencontrer des maires au-delà de cette date. Le bilan global comptabilise plus de 10 000 réunions locales avec un nombre moyen de participants de 70 personnes par débat et près de 2 millions de contributions sur le site dédié,. Le 25 avril 2019, Emmanuel Macron conclut le débat par une conférence de presse à l'Élysée, au cours de laquelle il annonce notamment une baisse de l'impôt sur le revenu et la réindexation des petites retraites sur l'inflation.
Le gouvernement estime le coût de l’organisation du débat à douze millions d'euros.

## Polémiques et critiques
Un certain nombre de critiques se sont élevées dès le lancement du grand débat concernant notamment la transparence du débat, sa neutralité ou son organisation. Parmi ces critiques : Le Parisien, Ouest-France ou Mediapart.
Gérard Larcher, le président du Sénat (LR), le 12 avril 2019, considère le Grand débat comme un « succès quantitatif »  de manière « indéniable ». Toutefois, il s’offusque de l’absence des thématiques du chômage, des relations sociales, de la dépendance, de l’immigration ou encore de la sécurité mais « heureusement, la santé s’est imposée » .

### Représentativité des participants
Selon une étude du politologue Martial Foucault, directeur du centre de recherches politiques de Sciences Po (CEVIPOF), les participants au grand débat national sont pour 55 % des hommes, âgés de 60 ans en moyenne, retraités pour 50 % et actifs de plus de 50 ans pour 34 %. Ils sont diplômés, 64 % indiquent être titulaires d'un diplôme de l’enseignement supérieur. Les  propriétaires de leur logement sont de 75 %. Ils sont satisfaits de la vie qu'ils mènent et très satisfaits de leur lieu de vie. Cette sociologie est particulière car différente de celle de la population française. Elle est plutôt éloignée des traits sociologiques des Gilets jaunes et par conséquent des soutiens de ces derniers. Des chercheurs en économie de l'université Paris-Nanterre analysent les données relatives au grand débat national en ligne, et montrent que la participation à la consultation en ligne est positivement liée au niveau de vie et au niveau de diplôme.

### Consultations parallèles
Le Conseil économique, social et environnemental (CESE) décide en parallèle de mettre en place un site internet entre la mi-décembre 2018 et le 4 janvier 2019 pour recueillir les contributions des Français. Ces avis consultatifs doivent faire l'objet de recommandation du CESE au gouvernement en mars 2019. Selon Libération « le site a été victime d'une offensive coordonnée de militants de La Manif pour tous ».
Avec l'appui d'un groupe de personnalités, des référents Gilets jaunes lancent le 30 janvier 2019 la plateforme en ligne « Le Vrai Débat » avec l’appui du prestataire de l'État, la société Cap Collectif,. La consultation se fera avec la même plateforme numérique que celle utilisée par le gouvernement pour le grand débat national. Au terme de cette consultation — qui se distingue du grand débat national en ce qu'elle ne repose ni sur des questions fermées, ni sur des thèmes limitativement énumérés, et qu'elle permet de recueillir des amendements et des votes en ligne —, l’université Toulouse-III-Paul-Sabatier publie le 27 mars 2019 un rapport indiquant que le référendum d'initiative citoyenne est la revendication principale des participants,.

### Réactions des Gilets jaunes

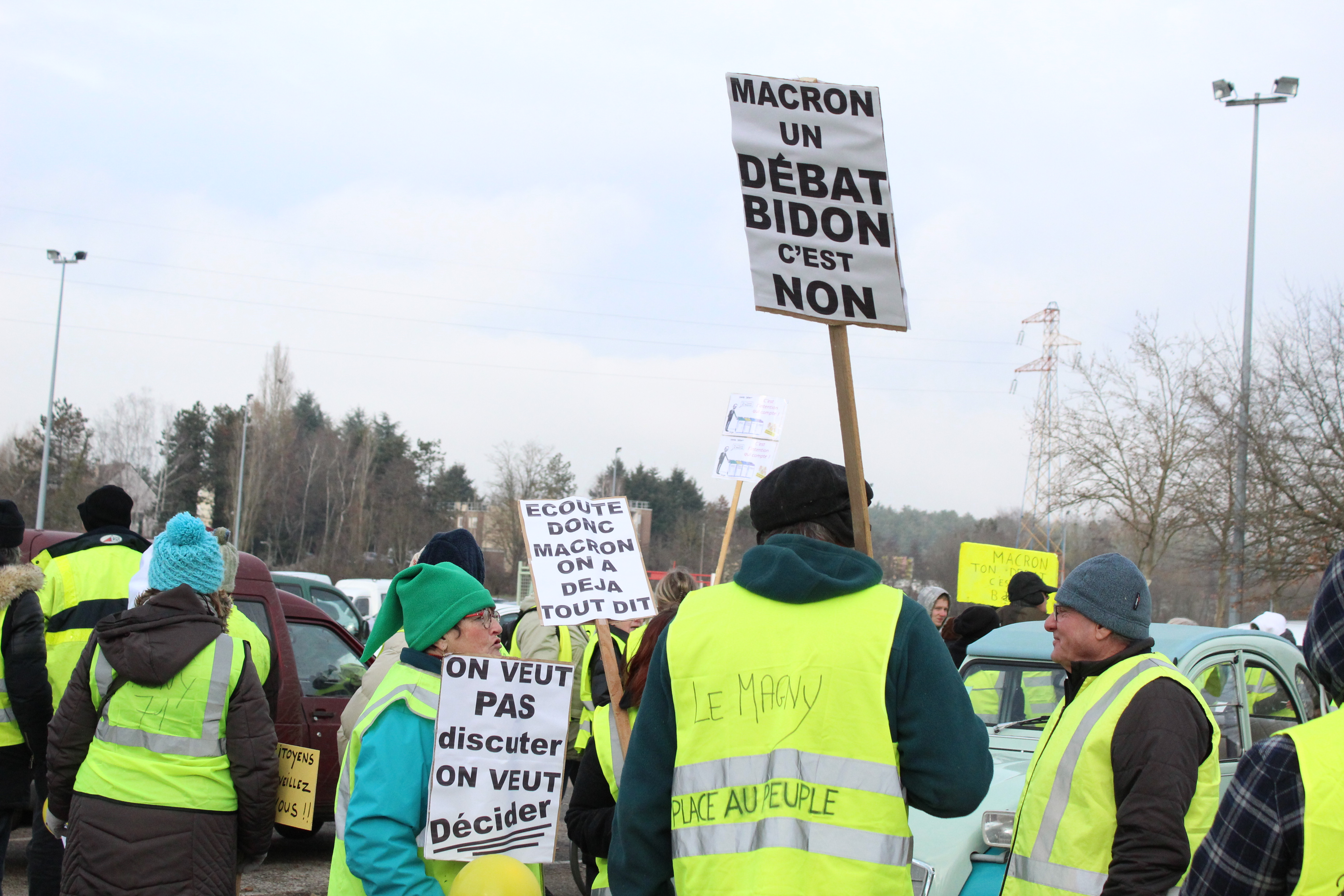
Gilets jaunes montrant leur scepticisme au grand débat national.

Bien que salué par quelques manifestants, le grand débat national suscite le scepticisme ou la colère de nombreux Gilets jaunes.  Thierry-Paul Valette, fondateur des Gilets Jaunes Citoyens, valide l'idée du grand débat et co/anime le premier grand débat national organisé à Paris, dans le 15ème arrondissement en présence de la secrétaire d’État et coordinatrice du grand débat national, Emmanuelle Wargon. L'avocat François Boulo, porte-parole des Gilets jaunes de Rouen, estime que les participants sont pour la plupart des retraités et de la classe moyenne supérieure, c'est-à-dire l'électorat de Macron. Il lance par après la plateforme internet La Ligne jaune, visant à mettre sur pied le premier « référendum d'initiative citoyenne » numérique. 
Le 30 janvier 2019, un collectif du mouvement des gilets jaunes du 84 lance « le Vrai Débat », dont l'objectif est de proposer une alternative au Grand débat national, que les organisateurs estiment être « verrouillé et ne garantissant pas la participation de tous d'une façon égalitaire ». Cette critique est partagée par des chercheurs qui estiment que le site web de ce débat n'a volontairement pas profité des outils numériques à sa disposition, notamment en ne proposant qu'un questionnaire fermé et une autre partie permettant de partager les propositions, se limitant à quatre thèmes centraux prédéfinis.
Certains d'entre eux, accompagnés d'acteurs du domaine de l'écologie et des civic tech, lancent fin janvier une plateforme alternative, annoncée « plus ouverte », appelée « Le vrai débat », en réponse à celle lancée par Emmanuel Macron,,.

### Proximité avec les élections européennes
La tournée du président à quelques mois des élections européennes de 2019 fait débat et pose notamment la question si celle-ci n'est pas en infraction avec les lois régulant le financement public de la vie politique. 
Le 20 janvier 2019, le Conseil supérieur de l'audiovisuel (CSA) précise qu'« a priori, les propos tenus par le président de la République, en raison de leur contenu et de leur contexte, pourraient être considérés comme relevant du débat politique national, et à ce titre, être décomptés ». Elles ne devront pas excéder un tiers de toutes les prises de parole politiques sur les chaînes audiovisuelles. En revanche, les interventions du président n'entrent pas dans le cadre des élections européennes, la campagne officielle n’ayant pas débuté.

## Restitutions
Début janvier 2019, le gouvernement estimait qu'entre 3 000 et 5 000 communes regroupées dans l'Association des maires ruraux de France (AMRF), soit une commune sur neuf, ont mis un cahier de doléances à disposition d'habitants. Dans une note ministérielle, les préfets indiquent que les thèmes les plus récurrents sont les avantages des élus, la fiscalité et le pouvoir d'achat, la limitation à 80 km/h sur routes, l'abandon des territoires ruraux et l'immigration.
À l’issue de la consultation en ligne, ce sont plus de 1,9 million de questionnaires qui ont été déposés par 504 172 contributeurs uniques. Parmi eux, 254 028 contributeurs ont rédigé quelque 569 000 contributions détaillées. Il y a eu 19 899 cahiers de doléances, dans 16 337 mairies, et 10 134 réunions locales.
La numérisation et l'archivage des cahiers de doléances sont confiés à la Bibliothèque nationale de France, tandis que l'Agence nationale de la recherche et des sociétés privées sont missionnées pour les traiter sur le fond. Gilles Proriol, dont l'entreprise était mandatée, affirme que les 700 propositions extraites montrant richesse d'expression et diversité d'opinions n'ont jamais pu être présentées à l'Elysée et qu'ils ont finalement reçu l'instruction de supprimer les cahiers de doléances au lieu de les mettre en accès libre.
Le grand débat utilise la technologie civique, déployé par le logiciel de la société Cap collectif,, qui fournit sa plateforme simultanément aux deux « grands débats » : celui du gouvernement, ainsi qu'un débat alternatif dénommé « le vrai débat », les deux s'adressant à l'ensemble de la population. Cap Collectif dit agir pour la transparence. Le code de cet outil n'est toutefois pas ouvert et l'absence de vérification d'identité sur la plateforme a été vivement critiquée,,. Trois organismes "Cognito", "Bleue nove organisation" et "Roland Berger" analysent les données numérisées à l'aide d'algorithmes informatiques. Ils fournissent un rapport de 185 pages le 14 juin 2019.
Les contributions des Français réalisées dans 16 337 communes sont stockées dans les archives départementales et commencent à être téléchargeables sur le site du grand débat national. Vu les délais fixés par le gouvernement, la synthèse est approximative en nombre de participants, et toutes les contributions n'ont pas pu être analysées à cette date, ainsi que le soulignent plusieurs médias.
Le premier ministre Édouard Philippe fait une première synthèse le 8 avril 2019 devant 500 personnes au Grand palais en indiquant : « Ce succès du grand débat n’est pas celui du gouvernement, c’est celui de tous les Français ». Il note une « immense exaspération fiscale » et semble prêt à abandonner la limitation de la vitesse 80 km/h sur les routes.
En 2025, plus de six ans après le Grand débat, les données des contributions citoyennes sont  analysées grâce à l'IA, la publication d'un rapport sur les contributions citoyennes du Grand débat constitue une « mine d'or » exploitée grâce à la Fondation Jean-Jaurès et l'entreprise Arlequin AI. Quatre groupes principaux sur la base des réponses des participants se distinguent : les civiques (36% des répondants), les conservateurs (13,7%), les éco-focalisés (15,8%) et les pessimistes (29%). Pour Anne Rosencher, « On ressent une société française très fracturée [...] mais il y a des choses qui [...] émergent, comme l'école, l'hôpital. Une priorité [...] pour qu'il y ait les moyens pour avoir ce service public-là de qualité, et que ces moyens soient bien répartis »,.

## Mise en œuvre des propositions
En décembre 2019, le quotidien Les Échos établit le bilan des réalisations sur les projets présentés par Emmanuel Macron, le 25 avril 2019, à l'issue du grand débat national. Parmi ceux-ci, cinq sont restés sans suite, dix sont en cours de réalisation, un est réalisé en partie et neuf sont complètement réalisés.
Selon Les Échos, les neufs projets réalisés sont : 
- La création d’une Convention citoyenne pour le climat constituée en octobre 2019 par le Conseil économique, social et environnemental, dont les propositions ont par la suite été dévoyées ou ignorées selon les participants mêmes de la Convention[67]
- La constitution d’un Conseil de défense écologique,
- Le versement par la Caisse d'allocations familiales des pensions alimentaires, quand un conjoint ou une conjointe est défaillant, est effectif depuis le 1er janvier 2021[68],
- L'instauration d’un débat annuel sur la politique migratoire du pays. Le premier débat s'est tenu le 7 octobre 2019 à l'Assemblée nationale[69],
- L'indexation des retraites de moins de 2 000 euros par mois sur l’inflation,
- La revalorisation de la prime d'activité,
- La défiscalisation des heures supplémentaires,
- La mise en place d'une prime défiscalisée jusqu'à 1 000 euros,
- L'annulation de la hausse de CSG pour les indemnités de retraite de moins de 2 000 euros par mois.

Par ailleurs, d'autres mesures suivent les premières décisions : 
- La loi « engagement et proximité » permet de répondre aux demandes des maires pendant le Grand débat national. Elle est promulguée le 27 décembre 2019[70]. Les indemnités des élus des communes de moins de 3 500 habitants pourront être augmentées. Il est mis en place la possibilité de délivrer des sanctions administratives. En cas de trouble à l'ordre public, le maire peut fermer des débits de boissons et des établissements diffusant de la musique… [71].

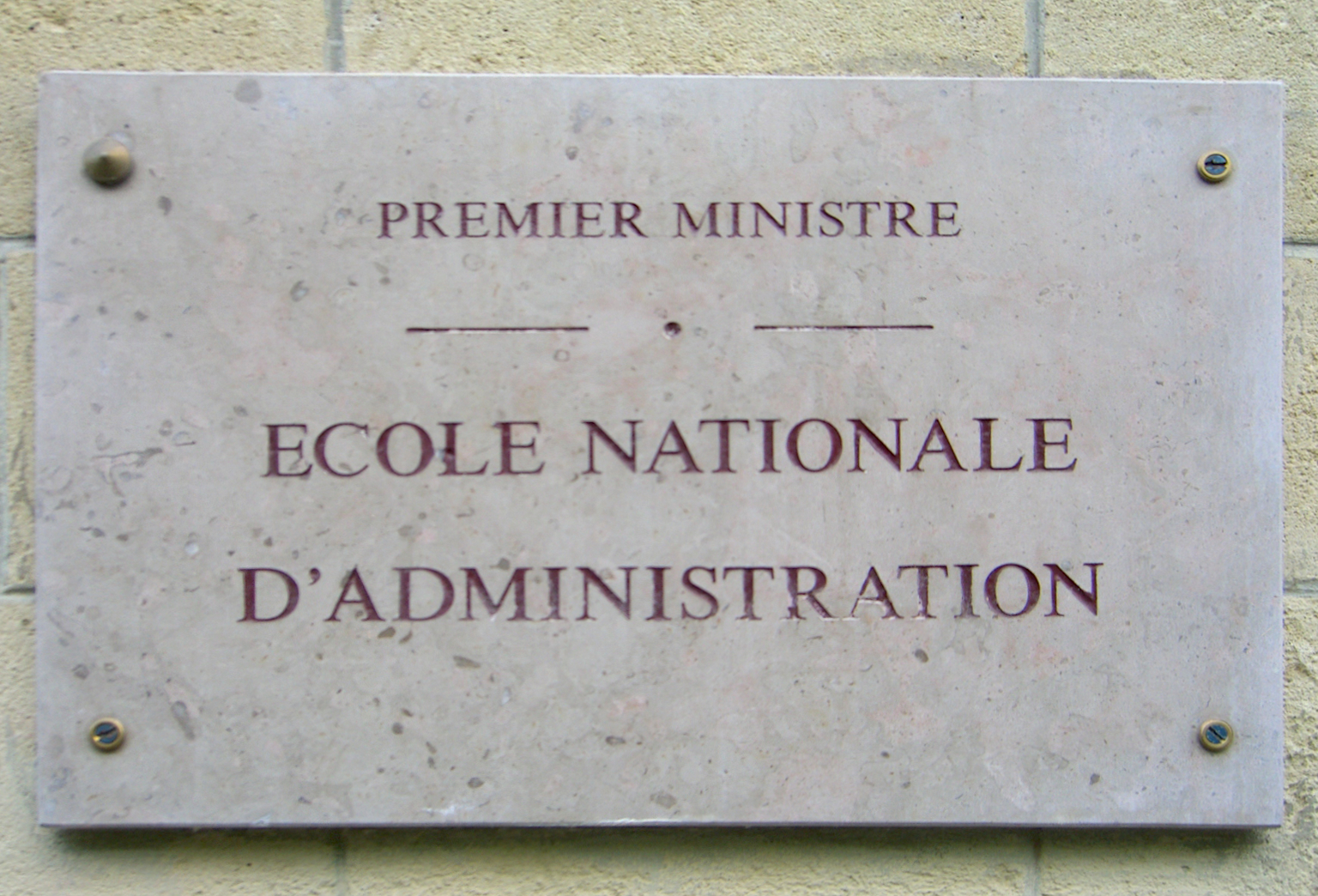
Suppression de l'ENA annoncée le 8 avril 2021.

- La suppression de l'École nationale d'administration et son remplacement par une nouvelle école portant un nom différent, l’Institut national du service public, est annoncée en avril 2021. L'objectif est de diversifier l'origine sociologique des étudiants, adapter son enseignement et modifier le classement des élèves[72].
- L'engagement d'implanter 2 000 à 2 500 structures France services d’ici avril 2022, pour répondre au recul des services publics dans les territoires ruraux, est partiellement atteint avec 2 055 France services labellisés au 1 janvier 2022 (1 024 sont d’anciennes structures, 1 031 des nouvelles). Toutefois, l'association des maires ruraux de France, s'inquiète des aspects financiers restant à la charge des collectivités, alors qu'il s'agit essentiellement de services publics de l'État[73].

Le quotidien Les Échos mentionne les projets non traités à la date de décembre 2019, à savoir  :
- La réforme constitutionnelle avec la réduction du nombre de parlementaires et la mise en place d'une proportionnelle avec 20% d'élus. L'Institut Montaigne indique que cette réforme n'est pas engagée faute d’accord politique avec le Sénat pour être certain d’obtenir la majorité qualifiée devant le Congrès du Parlement français[74].
- La refondation de Schengen et Dublin,
- La création d'une filière grand âge,
- L'instauration du droit de pétition local,
- La modification des modalités du référendum d'initiative citoyenne[66].

## Participations des élus

### Interventions de personnalités

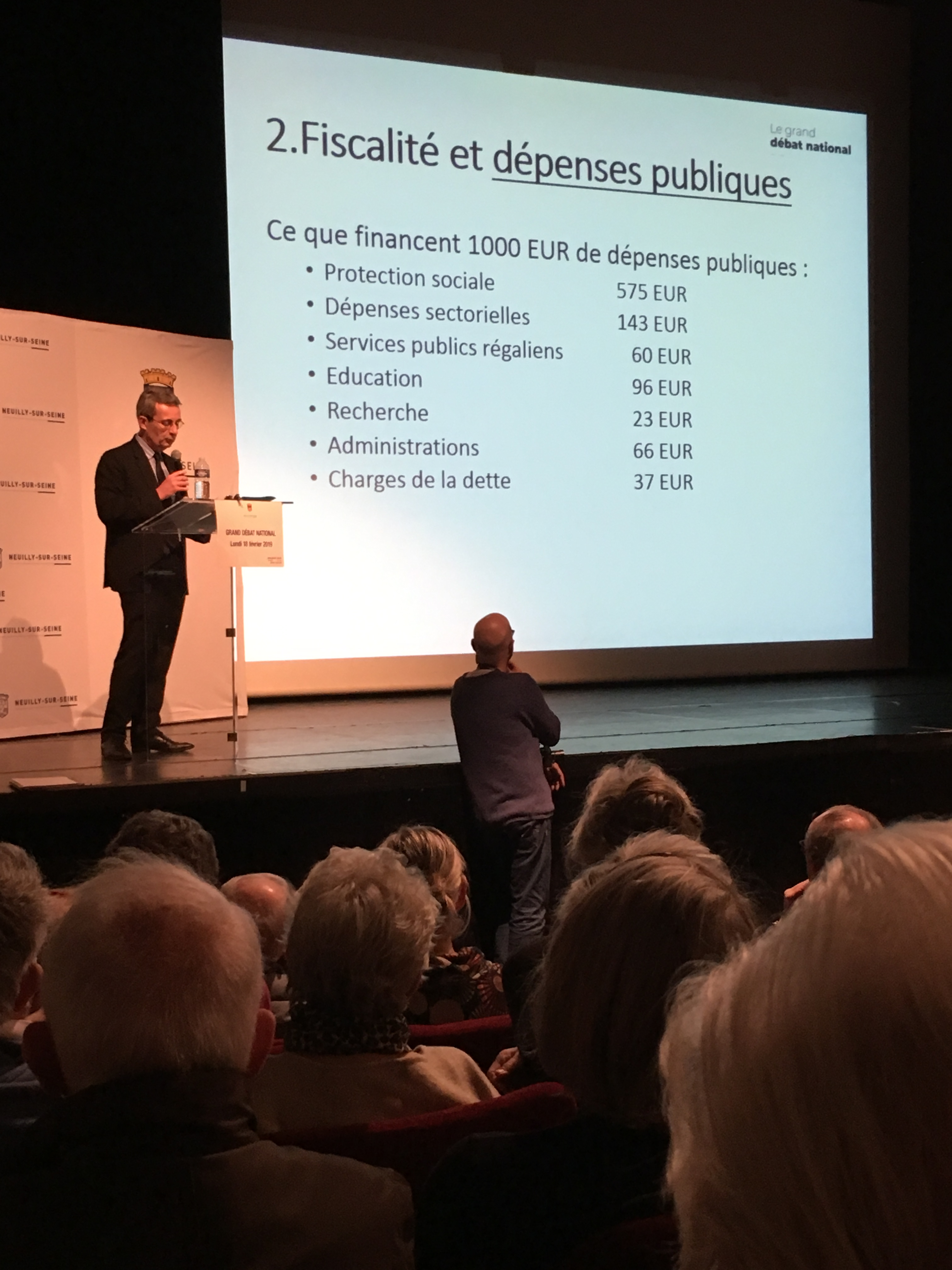
Jean-Christophe Fromantin (TEM) animant un débat à Neuilly-sur-Seine, le 18 février 2019.

Emmanuel Macron participe le 15 janvier à un débat à Grand Bourgtheroulde (Eure), où participent 600 maires de Normandie pendant une durée de 7 heures. Un deuxième débat est organisé le 18 janvier à Souillac (Lot) avec 600 maires de la région Occitanie. Neuf autres débats avec Emmanuel Macron seront médiatisés.
François Bayrou a également assisté à Pau à un débat d'une durée de 5 h 30.
Le Premier ministre Édouard Philippe se rend à un « débat citoyen » à Sartrouville, dans les Yvelines, réunissant une centaine de personnes et organisé par la députée LREM Yaël Braun-Pivet. Gérald Darmanin est intervenu à  Mandres-les-Roses, dans le Val-de-Marne avec des demandes contradictoires entre le Gilet jaune qui critique le gouvernement  qui « fait des cadeaux aux riches » et un autre participant qui considère que le gouvernement « appauvrit les classes moyennes pour redistribuer à d'autres ».
Le 25 janvier, l'émission spéciale co-animée par Marlène Schiappa et Cyril Hanouna, offre un record à Balance ton post !, avec un taux médiamétrique historique pour le programme de 1,09 million de téléspectateurs, soit 6,1 % du public de 4 ans et plus.

### Interventions de maires
Dominique Dhumeaux, maire de Fercé-sur-Sarthe et président de l’association des maires ruraux de la Sarthe (AMR 72), estime que les maires doivent saisir l'occasion de s'organiser mutuellement. Il souhaite initier les doléances citoyennes des Gilets jaunes et considère que les élus ne doivent pas animer les débats pour éviter toute censure.
Une polémique a lieu sur la représentativité de ce débat, des maires d'extrême droite n'étant pas invités lors des consultations du président de la République.

## Perceptions du grand débat

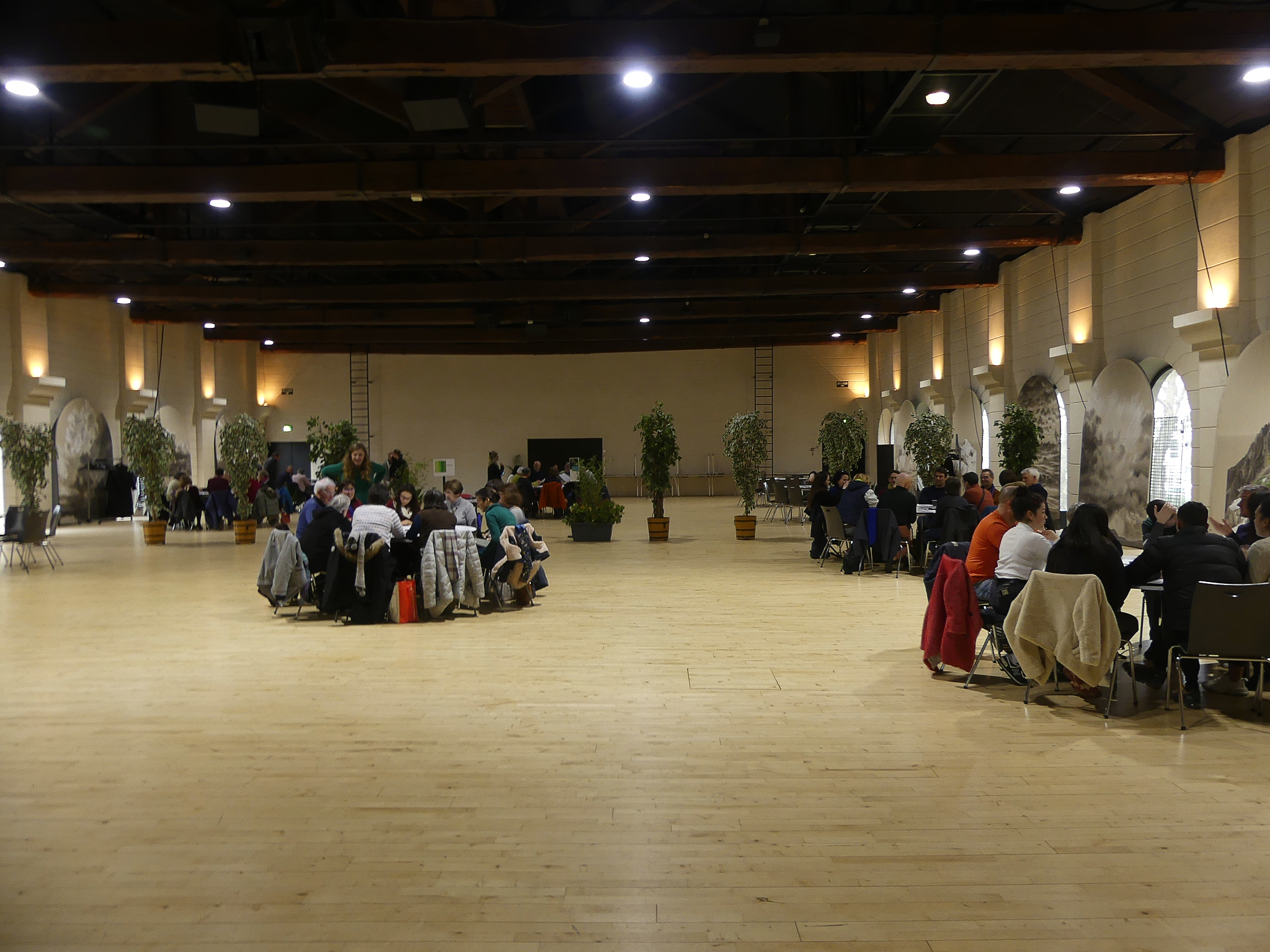
Grand débat organisé à Chambéry (ateliers thématiques).

### Participants
Selon une étude du politologue Martial Foucault, directeur du CEVIPOF, parmi les participants au débat, 56 % se déclarent satisfaits, 33 % sont sans avis et 14 % sont insatisfaits. Plus les participants sont intervenus dans le processus, plus ils sont satisfaits du grand débat.

### Opinion publique
En mars 2019, un sondage de l'institut Elabe indique, que 70 % des sondés estiment que le grand débat national ne résoudra pas la crise politique et 63 % pensent que le gouvernement ne tiendra pas compte des points de vue exprimés lors de la consultation.

### Popularité de l'exécutif
La tenue des premiers grands débats avec le président de la République semble coïncider avec une remontée au moins temporaire de la popularité du couple exécutif. Cependant, selon un sondage rendu public le 14 mars 2019, 82 % des Français estiment que l'organisation du grand débat n'a pas changé (55 %) ou même a dégradé (27 %) l'image qu'ils avaient d’Emmanuel Macron.

## Retombées politiques
Le 10 avril, dans un rapport final des prestataires chargés de l'analyse des résultats, sur 44 975 documents numérisés par la BNF, seuls  24 183 contributions, soit 46,2 % sont traitées. En janvier 2020, la journaliste Frédérique Schneider du quotidien La Croix, mentionne que les résultats ne sont pas publiés sur Internet, contrairement à ce qui avait été promis en avril 2019. Françoise Banat-Berger, chef du service interministériel des archives de France (Siaf) explique que les cahiers de doléances pourront être consultés aux archives départementales, sous forme papier, et aux archives nationales, sous forme numérique, ces tâches sont toujours en cours. Emmanuel Macron promet de soumettre, sans filtre, les idées de cette assemblée citoyenne au Parlement ou au référendum pour avril 2020. En décembre 2020, Emmanuel Macron promet d'établir un référendum sur le résultat de la convention nationale pour le climat, ce référendum climatique serait de crédibiliser la démarche participative de la Convention pour le climat née du Grand débat national.
Selon une étude du politologue Martial Foucault, directeur du CEVIPOF, la moitié des participants aux débats, participaient pour la première fois à une réunion publique. Martial Foucault considère que le grand débat national a ouvert un « espace public supplémentaire où les gens font de la politique, en ce sens où prendre la parole ou écouter les arguments des autres participe encore du mythe démocratique - un homme, une voix ».
Selon l'universitaire Guillaume Gourgues, le Grand débat national (janvier à mars 2019) comme la Convention citoyenne pour le climat (CCC, d'octobre 2019 à juin 2020) ont été marqués par une même posture présidentielle. Les paroles recueillies lors du Grand Débat n’ont, en 2022, toujours fait l’objet d’aucune exploitation sérieuse et à la hauteur de l’enjeu. La restitution prévue par Emmanuel Macron en 2019 est annulée au profit d'un discours suivant l'incendie de Notre-Dame de Paris et n'a jamais eu lieu.